# Sphenomorphus bignelli
Sphenomorphus bignelli — вид сцинкоподібних ящірок родини сцинкових (Scincidae). Ендемік Соломонових Островів.

## Поширення і екологія
Sphenomorphus bignelli мешкають на островах Коломбангара, Нова Джорджія, Тетепаре, Вангуну, Гуадалканал, Нггела і Малаїта, а також на островах Рассела. Вони живуть у вологих тропічних лісах, на висоті від 150 до 1500 м над рівнем моря.